# Fusiturricula bajanensis
Fusiturricula bajanensis é uma espécie de gastrópode do gênero Fusiturricula, pertencente a família Drilliidae.